# Котляр Ігор Олегович
Ігор Олегович Котляр (1994—2022) — майор (посмертно) Збройних Сил України, учасник російсько-української війни.

## Життєпис
Народився 20 травня 1994 року в селі Вирішальне Полтавської області.
Військову службу проходив у 91-у Охтирському полку підтримки.
Загинув 26 лютого 2022 року в Охтирці.

## Нагороди та вшанування
- орден Богдана Хмельницького III ступеня[1].
- Почесний громадянин міста-героя Охтирки.